# Аноми Бель
Аноми Бель (англ. Anomie Belle; р. 7 августа 1980, Портленд, Орегон) — американская певица, мультиинструменталист, композитор и продюсер Toby Campbell (Тоби Кэмпбелл).

## Биография
Аноми Бель начала сочинять музыку ещё ребенком. В 8 лет начала играть на скрипке и вскоре самостоятельно научилась игре на фортепиано.
До переезда в 2006 году в Сиэтл работала как музыкант и продюсер в Мадриде, Глазго, Амстердаме, Нью-Йорке и Лондоне.
Аноми Бель самостоятельно выпустила свой дебютный альбом «Sleeping Patterns» в ноябре 2008 года, который получил широкую огласку в печати и на радио. В поддержку дебютного релиза при поддержке Little Dragon и Manuok (англ.) был начат тур по Западному побережью США.
Аноми Бель являет собой трип-хоп трио, в которое также входят Anna-Lynn Williams и Aileen Paron. Иногда к ним присоединяется саксофонист Bryan Smith.
В 2009 году Аноми Бель интенсивно гастролировала с чужими проектами. Сначала с The Album Leaf, а позже с легендарным английским музыкантом Tricky по США и Канаде. Позднее Anomie Belle и бывшая виолончелистка Matt Pond PA (англ.) Dana Feder присоединились к гастролям группы знаменитого кинокомпозитора Густаво Сантаолалья Bajofondo.
Трек «How Can I Be Sure» с дебютного альбома вошел в саундтрек к игре Alan Wake и прозвучал в сериале канала Showtime «Такая разная Тара».
29 марта 2011 года вышел сингл «How Can I Be Sure» (EP). Новый EP включает кавер песни Radiohead «Everything In Its Right Place».
23 августа 2011 года вышел сингл «Inky Drips», а 13 сентября состоялся релиз второго альбома Anomie Belle под названием «The Crush». В его создании среди прочих приняли участие Mr. Lif (англ.), Джон Ауэр из The Posies и Anna-Lynne Williams.

## Дискография

### Альбомы
- Sleeping Patterns (2 ноября 2008)
- The Crush (13 сентября 2011)
- Flux (26 августа 2016)

### Синглы
- How Can I Be Sure (EP, 29 марта 2011)
- Inky Drips (EP, 23 августа 2011)

### Сборники
- No Lip Vol. 3 (Mohawk Bomb Records, 2009)
- Alan Wake OST Limited Edition Soundtrack (2010)

## Интервью
- Interview with Anomie Belle, Wide eye, 15 марта 2011
- Anomie Belle: «Темнота может быть прекрасной и сексуальной» (недоступная ссылка), Trippin' the rift, 13 марта 2011
- Musical connections, Huntington Beach Independent, 19 ноября 2008

## Использование музыки
- Сериал «Jersey Shore» (англ.) — «How Can I Be Sure», «February Sun»
- Сериал «Такая разная Тара» — «How Can I Be Sure»
- «Roadtrip Nation» (англ.) — «American View»
- Игра «Alan Wake» — «How Can I Be Sure»
- Короткометражный фильм «Dark Material» — «Bedtime Stories», «John Q Public», «Cascade», «How Can I Be Sure»
- Онлайн-игра «All Points Bulletin» — «John Q Public»
- Фильм «Jamie and Jessie Are Not Together» — «Down»